# Niedergailbach
Pour l’article homonyme, voir Obergailbach.
Niedergailbach (localement Gelbach ou Gäälbach) est un quartier de la commune allemande de Gersheim dans l'arrondissement de Sarre-Palatinat en Sarre.
Le village se situe dans la région du Bliesgau, entouré de Gersheim et Reinheim, tandis que le village mosellan d'Obergailbach est tout proche, de l'autre côté de la frontière avec la France.

## Histoire
Les nombreux liens tissés par les villages voisins d'Obergailbach, en France, et de Niedergailbach, sont en partie rompus en 1781 quand la France cède Niedergailbach au seigneur de Blieskastel.